# Sahajadpur
Sahajadpur is een census town in het district Murshidabad van de Indiase staat West-Bengalen.

## Demografie
Volgens de Indiase volkstelling van 2001 wonen er 15.720 mensen in Sahajadpur, waarvan 48% mannelijk en 52% vrouwelijk is. De plaats heeft een alfabetiseringsgraad van 44%.